# にほんばれ型輸送艦
にほんばれ型輸送艦（にほんばれがたゆそうかん）は自衛隊が建造・計画している輸送艦 (LCU)の艦級。1番艦の建造費は約41億円。

## 概要
本型は自衛隊が建造中の輸送艦の艦級である。本級は2025年（令和7年）3月24日に共同の部隊として新編された「自衛隊海上輸送群」に、ようこう型輸送艦などと共に配備される予定である。輸送性能は数百トンで、車両十数両または20フィートコンテナ十数本程度の積載が可能とされる。
本型で採用された艦種別記号のLCUは輸送艇1号型に用いられた一方、1番艦にほんばれの艦番号4151はみうら型輸送艦1番艦みうら（LST-4151）を引き継いでいる。

## 構造
乗員および便乗者を運送できるよう、多層構造の居住区を有している。また、居住区前方に貨物倉を有しており、貨物の荷役は船首に設けられたランプを通じて行われる。また、イニシャルトリムを有している等、ビーチングに則した船型、構造、艤装として設計されている。荷役はビーチングだけでなく、岸壁に頭付けした形でも可能。
艦首にはバウスラスターが装備され、またビーチングを想定した他の同系艦艇と比較して、バルバスバウや絞り込まれた艦首等、耐航性の向上が意識されている。

## 同型艦
| 艦番号   | 艦名       | 造船所              | 起工                       | 進水                        | 竣工                      | 除籍 | 所属                           |
| -------- | ---------- | ------------------- | -------------------------- | --------------------------- | ------------------------- | ---- | ------------------------------ |
| LCU-4151 | にほんばれ | 内海造船 瀬戸田工場 | 2024年 （令和6年） 4月23日 | 2024年 （令和6年） 10月29日 | 2025年 （令和7年） 4月6日 |      | 自衛隊海上輸送群 第2海上輸送隊 |
| LCU-4152 |            | 内海造船            |                            | 2025年度(令和7年度)予定     |                           |      |                                |
| LCU-4153 |            | 内海造船            |                            | 2025年度(令和7年度)予定     |                           |      |                                |
| LCU-4154 |            |                     |                            | 2026年度(令和8年度)予定     |                           |      |                                |